# Пьяна
Пья́на — река в европейской части России, протекающая по территории Нижегородской области и Мордовии, левый приток Суры. Устье реки находится в 116 км от устья Суры. Длина реки — 436 км, площадь бассейна — 8060 км². Среднегодовой расход воды — 25 м³/с. В бассейне карстовые формы рельефа. Судоходна в низовьях.
В Вадском районе река делает большую петлю на запад и впадает в Суру в 66 км от своего истока. Внутри образованной Пьяной петли — возвышенность Межпьянье. 

## Гидрография
Река в основном протекает в холмистой в целом безлесной местности. Берега русла высокие, от 5 до 7 м, иногда очень крутые и обрывистые, сложенные песчано-глинистыми грунтами. По берегам реки растут отдельные деревья, иногда они формируют своеобразные лесополосы вдоль берегов.
Долина реки асимметричная, шириной 3-6 км. Левый склон, как правило, пологий, террасированный, высотой до 30-50 м, правый — чаще крутой, высотой до 40—70 м, сильно расчленённый короткими глубокими оврагами.
Ширина реки в верхнем течении 10-25 м, в среднем и нижнем — 40-50, иногда 90 м. Глубина не более 2-3, на отдельных плёсах до 7 м. Скорость течения небольшая и лишь на перекатах достигает 0,8-1,2 м/с.
На Ичалковской плотине мини ГЭС (село Ичалки) в среднем течении реки перепад уровня воды до и после плотины 2 м.
Пойма хорошо развита, её ширина достигает 3 км.
На водосборе Пьяны расположено 1179 озёр, прудов и водохранилищ.
Нижнее течение
Ширина реки в нижнем течении 40-50 м, иногда достигает 90 м.
Пойма большая, двухсторонняя, открытая, преимущественно луговая, более развитая по левому берегу; ширина её в среднем и нижнем течении до 2—3 км.
Русло в нижнем течении почти не разветвлённое (островов очень мало), с обилием водной растительности.
Среднее течение
Ширина реки в среднем около 30 м, глубина до 1,5-2,0 м. Грунты плотные, песчаные. В среднем течении река шириной до 20—30 м, грунты песчаные, илистые или переходные между ними. Скорость течения 0,5-0,6 м/с.
Верхнее течение
В долине верхнего и среднего течения Пьяны и на склонах, и на пойме — многочисленные карстовые образования в виде воронок и провалов неправильной формы.
Берега в верхнем течении высотой от 3 до 5 м, крутые. Река в верхнем течении извилистая, шириной около 1,0-1,5 м. Глубина в среднем 0,5 м. Грунты русла в районе моста каменистые, заиленные (чёрный ил). В целом верховья реки чередуются от участков «ручейкового типа» до расширенных, подзапруженных мостами участков.
Пойма высокая, узкая даже при паводке в 2-3 м: по левому берегу 50-100 м, по правому — до 100 м. Берега слабо залесённые, отмечаются только отдельные деревья.

## Водная флора
Степень зарастания водной поверхности реки Пьяны от очень слабой (до 5 %) до значительной (до 40 %). Преобладают участки реки с умеренной зарастаемостью. Основными водными растениями, образующими заросли в русле реки, являются виды из рода рдесты (рдест гребенчатый, пронзённолистный, а в нижнем и среднем течении добавляется блестящий), стрелолист обыкновенный (водная форма), ежеголовник всплывающий (водная форма), кубышка жёлтая и нитчатые водоросли. Прибрежно-водные растения растут большей частью узкой полосой по урезу воды из-за большой крутизны берегов.

## Притоки (км от устья)
На своем протяжении принимает 200 притоков длиной менее 10 км. Крупнейшие притоки: Анда, Вадок, Сердемь, Ежать, Чека
- 2,5 км: ручей Большая Арьевка (лв)
- 28 км: река Анда (лв)
- 52 км: река Пары (пр)
- 86 км: река без названия, у с. Сергач (лв)
- 108 км: река Пица (пр)
- 113 км: река Ивашка (пр)
- 123 км: река Аза (пр)
- 146 км: ручей Перелесок (пр)
- 148 км: река Мокшанка (пр)
- 158 км: река Раужа (лв)
- 172 км: река Кетарша (пр)
- 181 км: ручей Водолей (пр)
- 197 км: река без названия, у с. Чепас (пр)
- 201 км: река Шаблин (пр)
- 206 км: река Курач (лв)
- 211 км: река Мерлана (лв)
- 213 км: река Чергатка (пр)
- 221 км: река Ревезёнка (пр)
- 230 км: река без названия, у с. Тилинино (лв)
- 232 км: река Вадок (лв)
- 241 км: река Умайка (лв)
- 243 км: река Кевса (лв)
- 252 км: река Келя (лв)
- 262 км: ручей Малая Якшенка (лв)
- 272 км: река Сердемь (лв)
- 293 км: ручей Вилиза (лв)
- 305 км: река Киржень (лв)
- 313 км: река без названия, у с. Юрьево (лв)
- 322 км: ручей Ройка (пр)
- 329 км: река Новаженка (лв)
- 338 км: река Ежать (лв)
- 349 км: ручей Новаженка (пр)
- 371 км: река Мажарка, у с. Жданово (пр)
- 374 км: ручей Альзя (лв)
- 380 км: река без названия, у с. Алексеевки (лв)
- 382 км: река без названия, у с. Черновское (пр)
- 383 км: река Чека (лв)
- 390 км: река Саля (лв)
- 392 км: ручей Желанный (лв)
- 397 км: река Сарга (пр)
- 404 км: река без названия, у с. Андреевки (лв)
- 412 км: река Пьянка (пр)
- 419 км: река без названия, у с. Манаково (лв)

## Этимология
О происхождении названия существуют разные версии. По одной из них, преобладающей среди жителей мест, через которые она протекает, река названа из-за своего причудливого характера, извилистости. Так о реке писал П. И. Мельников-Печерский: «Ещё первыми русскими насельниками Пьяной река за то прозвана, что шатается, мотается она во все стороны, ровно хмельная баба, и, пройдя вёрст пятьсот закрутасами да изворотами, подбегает к своему истоку и чуть не возле него в Суру выливается».
По другой, она была названа из-за того, что 2 августа 1377 года, за три года до Куликовской битвы, русские войска в битве у этой реки потерпели сокрушительное поражение от татарского войска царевича Арапши; русское войско, не ожидая нападения татар, пьянствовало.
И по третьей версии название реки происходит от финно-угорского слова pien (пиен), что означает «малый». Не исключено, что изначально название произошло от pien, впоследствии трансформировавшись в Пьяну в связи с побоищем. На это косвенно указывает текст древнерусской «Повести о побоище на реке Пьяне». В самом начале Повести летописец называет Пьяну Пианой: «О побоище иже на Пианѣ. Въ лѣто 6885», «И бысть рать велика зѣло, и поидоша за рѣку за Пиану, и прииде к ним вѣсть, повѣда имъ царевичя Арапшю на Волчьи Водѣ.» Во время описания возлияний летописец, играя словами, пишет: «Поистиннѣ — за Пьяною пьяни!», после чего река в летописи уже неизменно именуется Пьяною.

## Современность
На Пьяне расположены города Перевоз, Сергач; рабочие посёлки Бутурлино, Пильна; село Гагино.
В селе Ичалки Перевозского района в послевоенное время построена Ичалковская микро ГЭС, годовая выработка станции, включённой в энергосистему — 600 тыс. кВт·ч.
На берегу Пьяны находится «Ичалковский заказник», известный своими карстовыми пещерами.
В бассейне Пьяны имеется крупное месторождение титан-циркониевых руд («чёрные пески») (Гагинский район)

## Русло

### Образование современного русла
Русло Пьяны образует большую дугу. Пройдя половину своего пути река поворачивает в обратном направлении. Это объясняется таким явлением, как речной перехват. Если русла двух рек близко сходятся и водораздел между ними узок, он может постепенно разрушиться под действием геологических процессов, а воды одной из рек хлынут по новому переуглублению, оставив на прежнем месте так называемую «мёртвую» или сквозную долину.
Прежде северная и южная ветви Пьяны были разными реками. Северная впадала в Суру, а южная, соединённая с современной рекой Вадок, — в Тёшу. Водораздел между двумя реками был достаточно узок и постепенно разрушался. В итоге одна из многочисленных излучин южной ветви Пьяны задела северную и реки соединились в одну.

### Описание современного русла
В верховье река преимущественно имеет обширную луговую пойму и русло шириной 10-20 м. Правый берег — высокий, крутой, местами подходит к воде, левый — пологий, полевой. Дно песчаное, иногда илистое, есть каменистые участки. В половодье (апрель) поднявшаяся вода спрямляет многие излучины и устремляется напрямик, в отдельных местах — через кустарник. Пьяна начинается с маленького родничка — ручейка на окраине с. Сарбаево, у развилки дорог на Большое Игнатово и Ардатов.
Ниже Борнуково Пьяна отходит от высокого правого берега и некоторое время течёт в отдалении от него. У деревни Красная Горка река огибает массив Ичалковского бора и круто поворачивает на юг.
Ниже Ичалковского бора Пьяна течёт по широкой долине, в пойме обилие озёр, стариц. Вода слегка флюоресцирует, имеет сероводородный запах.
Около села Лопатино в Пьяну впадает река Вадок.
После Ревезени берега понижаются.
Ниже Каменищенского карьера река сужается до 5—8 м и увеличивает скоростью до 15 км/ч, резко меняя направление на многочисленных поворотах. Проложив новое русло, река подходит к селу Чернуха. После Чернухи тройной слив. Через 12 км течение замедляется и река впадает в Суру среди низких песчаных берегов.